# Holorusia fijiensis
Holorusia fijiensis är en tvåvingeart som först beskrevs av Alexander 1921.  Holorusia fijiensis ingår i släktet Holorusia och familjen storharkrankar. Inga underarter finns listade i Catalogue of Life.